# Caran d'Ache (desenhista)
Caran d'Ache (Moscou, 6 de novembro de 1858 - Paris, 25 de fevereiro de 1909) foi o pseudônimo utilizado por Emmanuel Poiré, caricaturista e quadrinista nascido na Rússia do século XIX. "Caran d'Ache" provém do verbete russo karandash (карандаш), que significa lápis (do turco kara taş, "pedra negra"). Seus primeiros trabalhos glorificavam a Era Napoleônica. Posteriormente, criou "histórias sem palavras" e trabalhou em periódicos como Lundi du Figaro. É considerado um dos primeiros grandes quadrinistas franceses, junto a Marie Louis Georges Colomb (Cristophe).

## Vida Pessoal
Nasceu no dia 6 de novembro de 1858 em Moscou e foi neto de um oficial da Grande Armée de Napoleão Bonaparte - que foi ferido na Batalha de Borodino. Por tal motivo, seu avô teve que permanecer na Rússia. Depois da morte de seu avô, foi adotado por uma família polonesa cuja filha estabeleceu, posteriormente, uma relação matrimonial com ele.

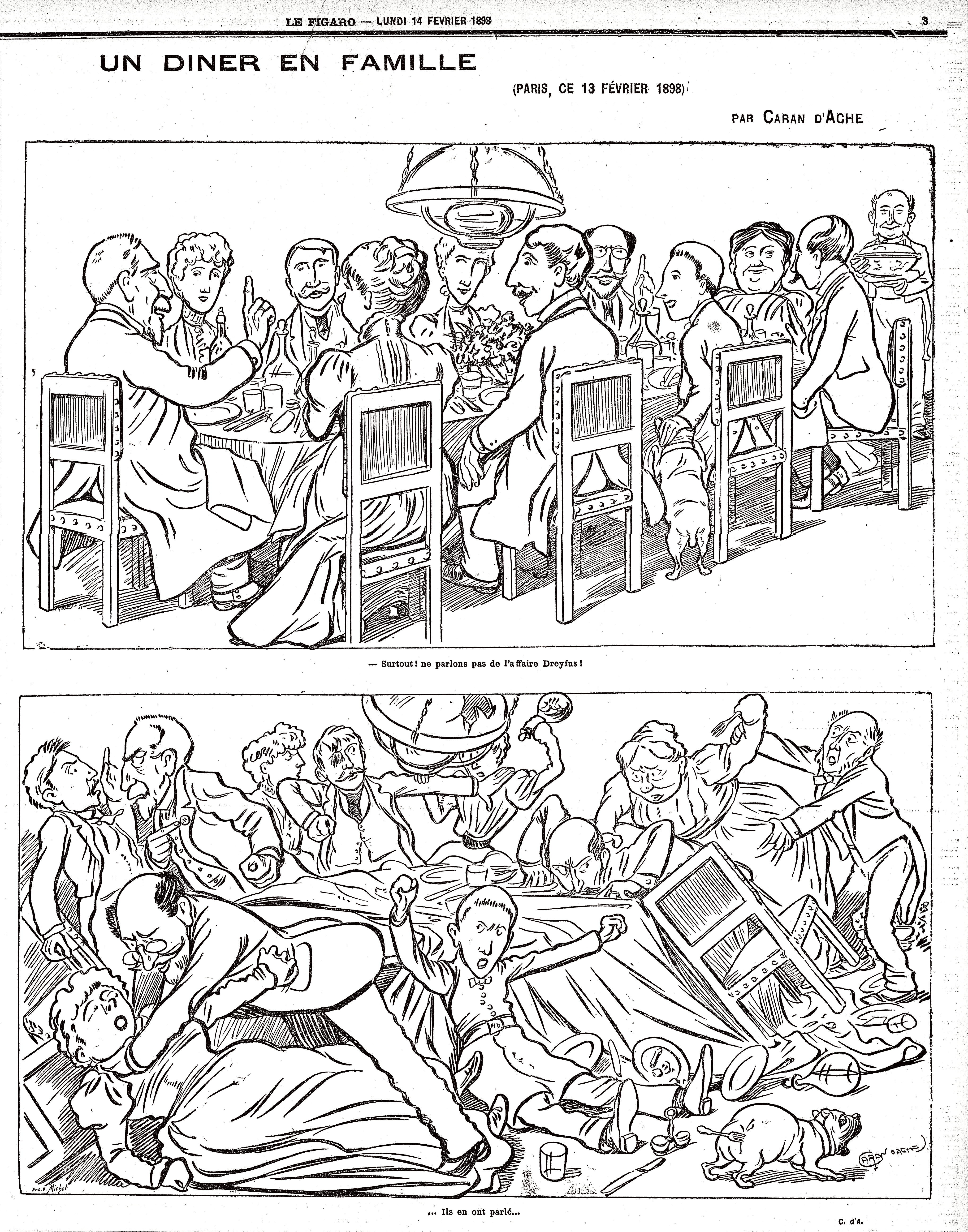
Uma das caricaturas mais famosas de Caran d'Ache. O Caso Dreyfus dividiu profundamente a sociedade francesa. No desenho há uma cena de uma família fictícia. No primeiro quadro uma personagem fala "não discutamos o Caso Dreyfus". No seguinte, a família está a lutar e há a frase "eles o discutiram".

Em 1877, Caran d'Ache mudou-se para a França, onde obteve a nacionalidade desse país e alistou-se para o exército durante cinco anos. Posteriormente, esteve a cargo de desenhar uniformes ao ministro de guerra e, além disso, trabalhou no jornal La Vie militaire, onde realizou inúmeras caricaturas e ilustrações de caráter político.
Faleceu em Paris no dia 25 de fevereiro de 1909 com a idade de 50 anos.

## Vida Profissional
- 1880: Suas primeiras caricaturas de guerra foram publicadas no Le Chronique Parisienne.[4]
- 1892: Caran d'Ache publicou Carnet de Chèques baseado no Escândalo do Panamá.
- 1895: Começou a trabalhar em caricaturas editoriais (todas as segundas-feiras ) para el jornal Le Figaro, e posteriormente no Le Rire.
- 1898: Émile Zola publicou J'Accuse (Eu acuso), que conduziu as investigações do Caso Dreyfus, que serviu de inspiração para Caran d'Ache criar algumas de suas obras.

Fundou  Psst... ! junto ao caricaturista Forain, uma revista que teve 85 números, os quais incluíam desenhos realizados por ambos. Criticavam alguns aspectos da sociedad na qual viviam assim como seus escândalos.

## Ligações Externas
- Biografia de Caran d'Ache (em inglês)